# جائزة تيرنر

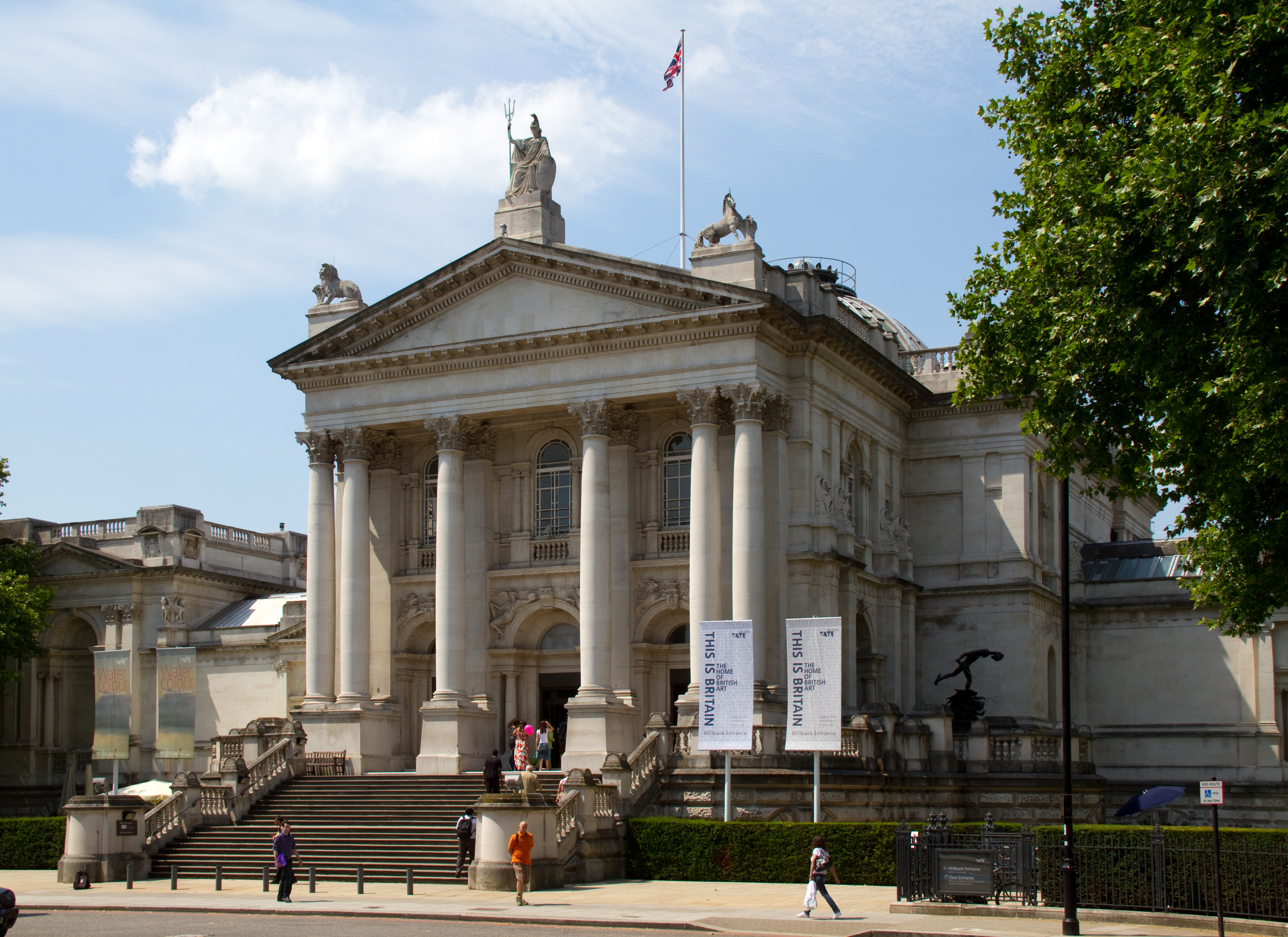
متحف التيت بريتن

تعد جائزة تيرنر أهم وأرفع جائزة بريطانية في الفنون المعاصرة وتقدم للفنانين مبدعين تحت سن 50 عاما
ابتدأ تقديم الجائزة منذ عام 1984م وتقدم في شهر ديسمبر من كل عام في متحف ‹التيت بريتن› وتبلغ قيمة الجائزة 25 ألف جنيه استرليني
ترعى هذه الجائزة دوما جهات مختلفة من ضمنهم قناة 4 التلفزيونية وغيرها، وتحظى الجائزة كل عام باهتمام بالغ من قبل وسائل الإعلام بعد الإعلان عن المرشحين الأربعة للجائزة،
كانت الجائزة في بداية الأمر تُمنح على استحياء، أي دون الإعلان عنها جماهيرياً إلا في حدود ضيقة، ثم تطورت فكره الجائزة بوضع حكم وهيئة مُحلفين وتم اختيار مدعويين للأحتفال بالفن المعاصر وتوزيع الجائزة أمام الجمهور .
تم تحديد الجائزة في بدايات التطوير لمن قام بمساهمة أكبر للفن في بريطانيا خلال الأشهر الــ 12 السابقة، وذلك يعني دخول النقاد والمسؤولين في دائرة اهتمام مانحي الجائزة، فضلاً عن الفنانين .
وفي عام 1987 م، كانت الجائزة لا تُمنح لأي فنان رُشح لمدة سنتين سابقة، في السنتين التالية .
ثم أُعتمدت في عام 1991 م مجموعة من القرارات :
1. تقرر فتح المجال بلا حدود لعدد المرات التي يُمكن أن يتم ترشيح الفنان لها .
2. تقرر قصر هذه الجائزة للفنانين البريطانيين فقط، ودون الخمسين .
3. تُعقد الجائزة كالعادة في بريطانيا.

## التسمية
تعود تسمية الجائزة للفنان البريطاني الرسام الشهير جاي ام دبليو تيرنر [ 1775 - 1851 ] الذي تمنح الجائزة كل عام باسمه

## الفائزون

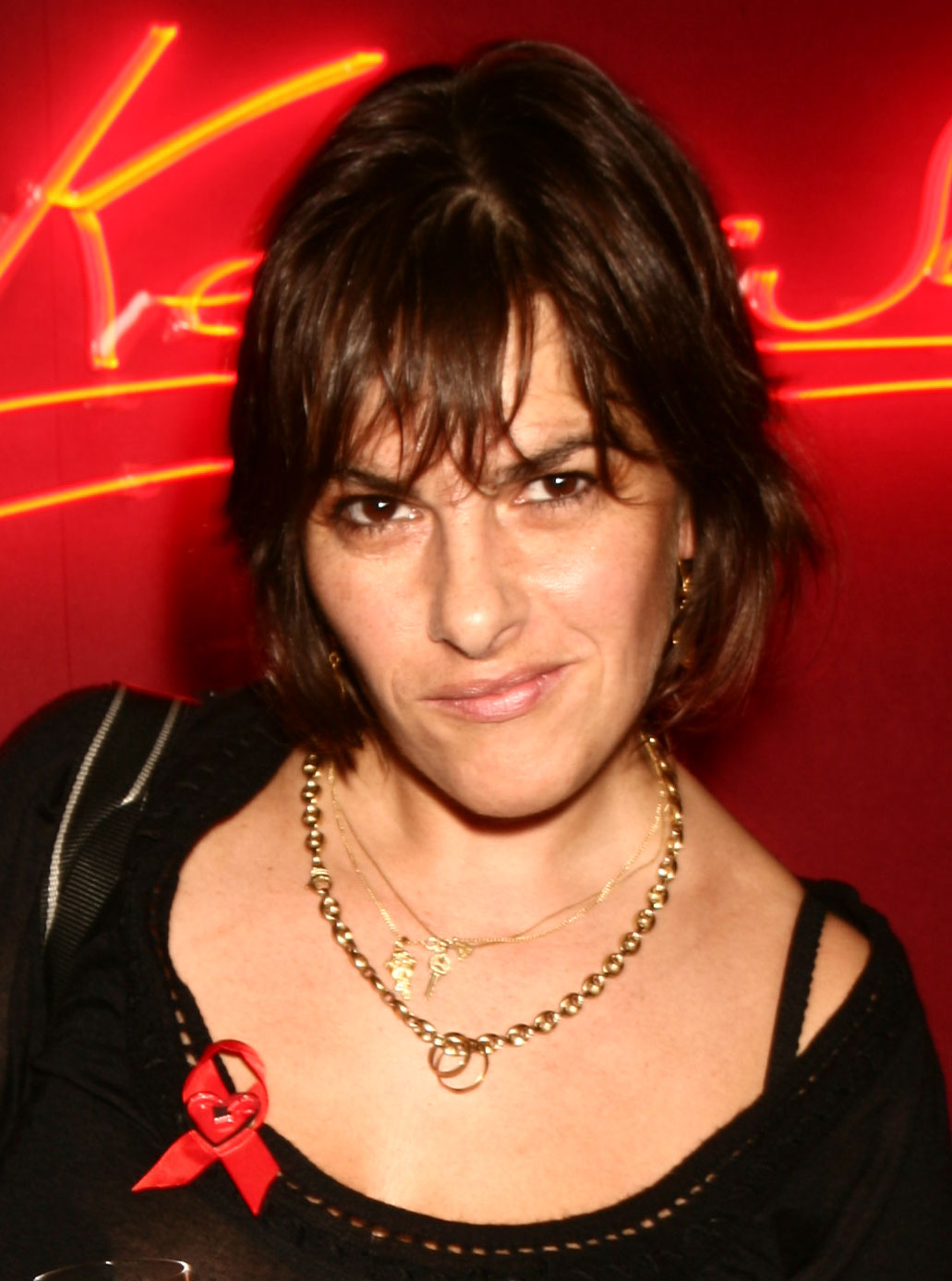
تراسي ايمين

- 1984: مالكولم مورلي.
- 1985: هوارد هودجكين.
- 1986: جيلبرت وجورج.
- 1987: ريتشارد ديكون.
- 1988: توني كراغ.
- 1989: ريتشارد لونغ.
- 1990: لم تمنح.
- 1991: أنيش كابور.
- 1992: غرينفيل ديفي.
- 1993: راشيل وايتريد.
- 1994: أنتوني غورملي.
- 1995: داميان هيرست.
- 1996: دوغلاس غوردون
- 1997: جيليان ويرينغ.
- 1998: كريس أوفيلي.
- 1999: ستيف ماكوين.
- 2000: فولفغانغ تيلمانس.
- 2001: مارتن كريد.
- 2002: كيث تايسون.
- 2003: جريسون بيري.
- 2004: جيريمي ديلر.
- 2005: سيمون ستارلينغ.
- 2006: توما أبتس.
- 2007: مارك والينجر.
- 2008: مارك ليكي.
- 2009: ريتشارد رايت.
- 2010: سوزان فيليبس.
- 2011: مارتن بويس.
- 2012: إليزبيث برايس.
- 2013: لور بروفو.